# Kościół Znalezienia Krzyża Świętego i św. Andrzeja Apostoła w Końskowoli
Kościół Znalezienia Krzyża Świętego i świętego Andrzeja Apostoła – rzymskokatolicki kościół parafialny należący do dekanatu Kazimierz Dolny archidiecezji lubelskiej.

## Historia i architektura

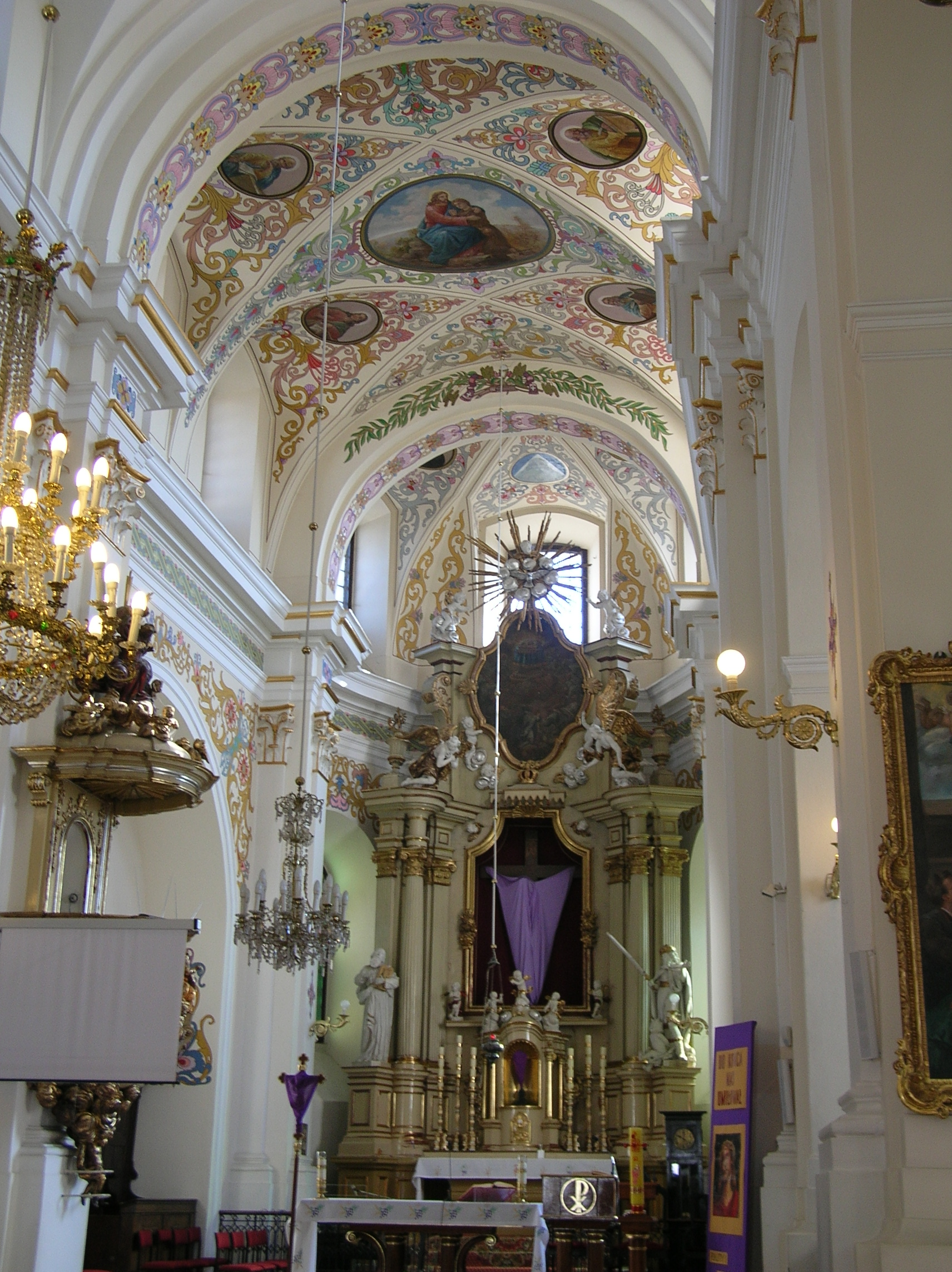
Wnętrze świątyni

Świątynia ufundowana została w połowie XVI wieku przez Andrzeja Tęczyńskiego, wojewodę lubelskiego i kasztelana krakowskiego. Jej dzieje są jednak starsze: pierwszy, drewniany kościół pod wezwaniem Znalezienia Krzyża Świętego został wzniesiony w końcu XIV wieku. Według tradycji, murowane prezbiterium zostało wybudowane w 1442 roku i ufundowane przez Jana Konińskiego. Relikty murowanej świątyni z XV wieku zostały znalezione w maju 2010 roku, w trakcie prac renowacyjnych. Dzięki przebudowie, którą zlecił około 1670 roku marszałek wielki koronny Stanisław Herakliusz Lubomirski i prowadził Tylman z Gameren, kościół otrzymał kształt trójnawowej bazyliki. Kolejna przebudowa, prowadzona w I połowie XVIII wieku i zlecona przez Elżbietę Helenę Sieniawską a później przez Augusta Aleksandra Czartoryskiego i jego małżonkę Zofię Czartoryską z Sieniawskich nadała kościołowi obecną formę.
Ołtarz główny został wykonany w I połowie XVIII wieku w warsztacie braci Hoffmann. W ołtarzu głównym jest umieszczony krucyfiks z XVII wieku. Ambona zwieńczona jest rzeźbą wykonaną w warsztacie braci Hoffmann. Tablica z herbem hrabiowskim Tęczyńskich, wmurowana w ścianę prezbiterium przypomina o założycielu miasta Końskowola, wspomnianym wyżej Andrzeju Tęczyńskim. W krypcie pod kaplicą południową znajduje się nagrobek Zofii z Opalińskich, księżnej Lubomirskiej, zaprojektowany przez Tylmana z Gameren. W krypcie pod kaplicą północną pochowani są rodzice księżnej - Izabela z Tęczyńskich i Łukasz Opaliński młodszy, marszałek nadworny koronny.

## Galeria

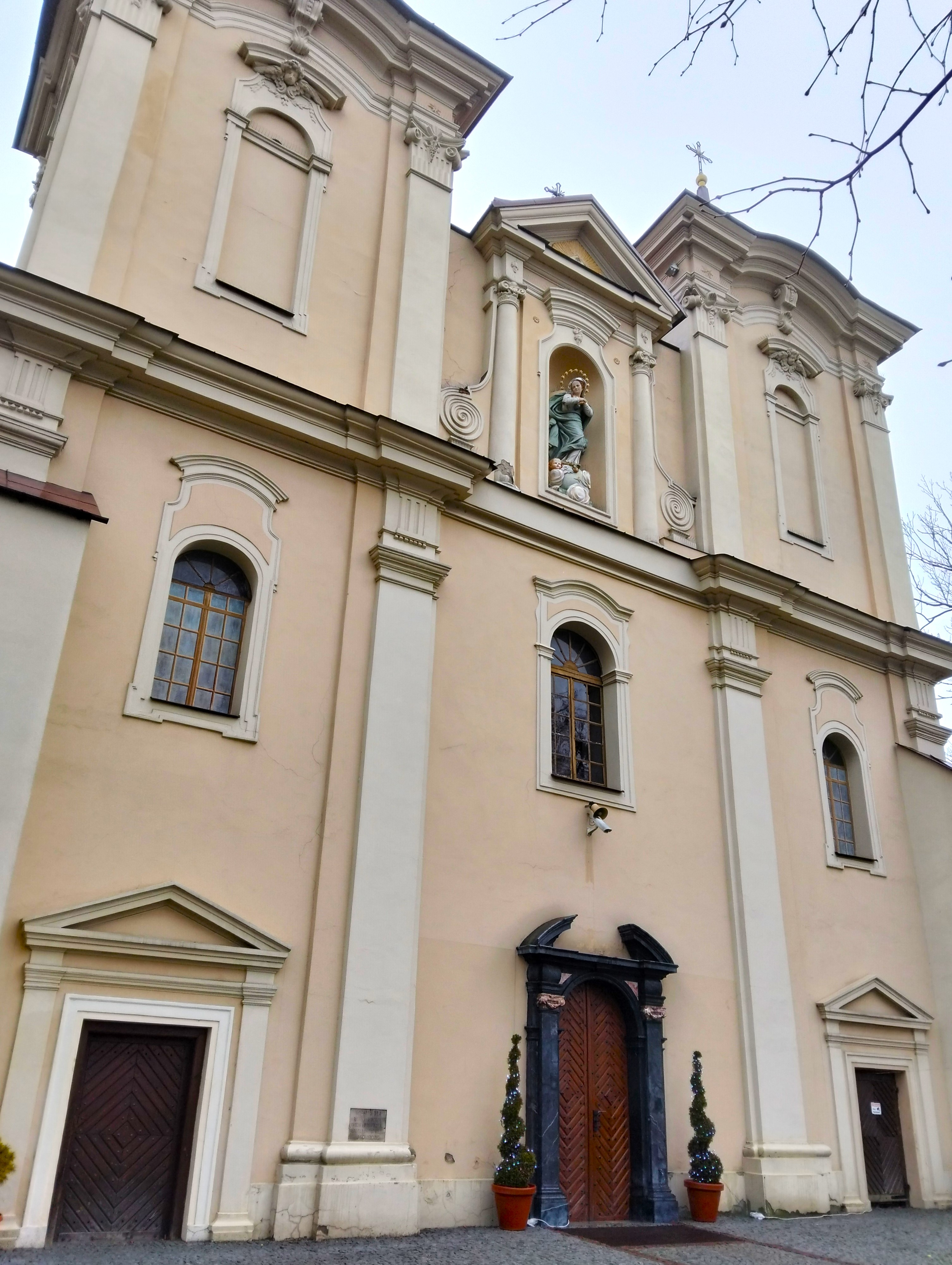
Elewacja frontowa
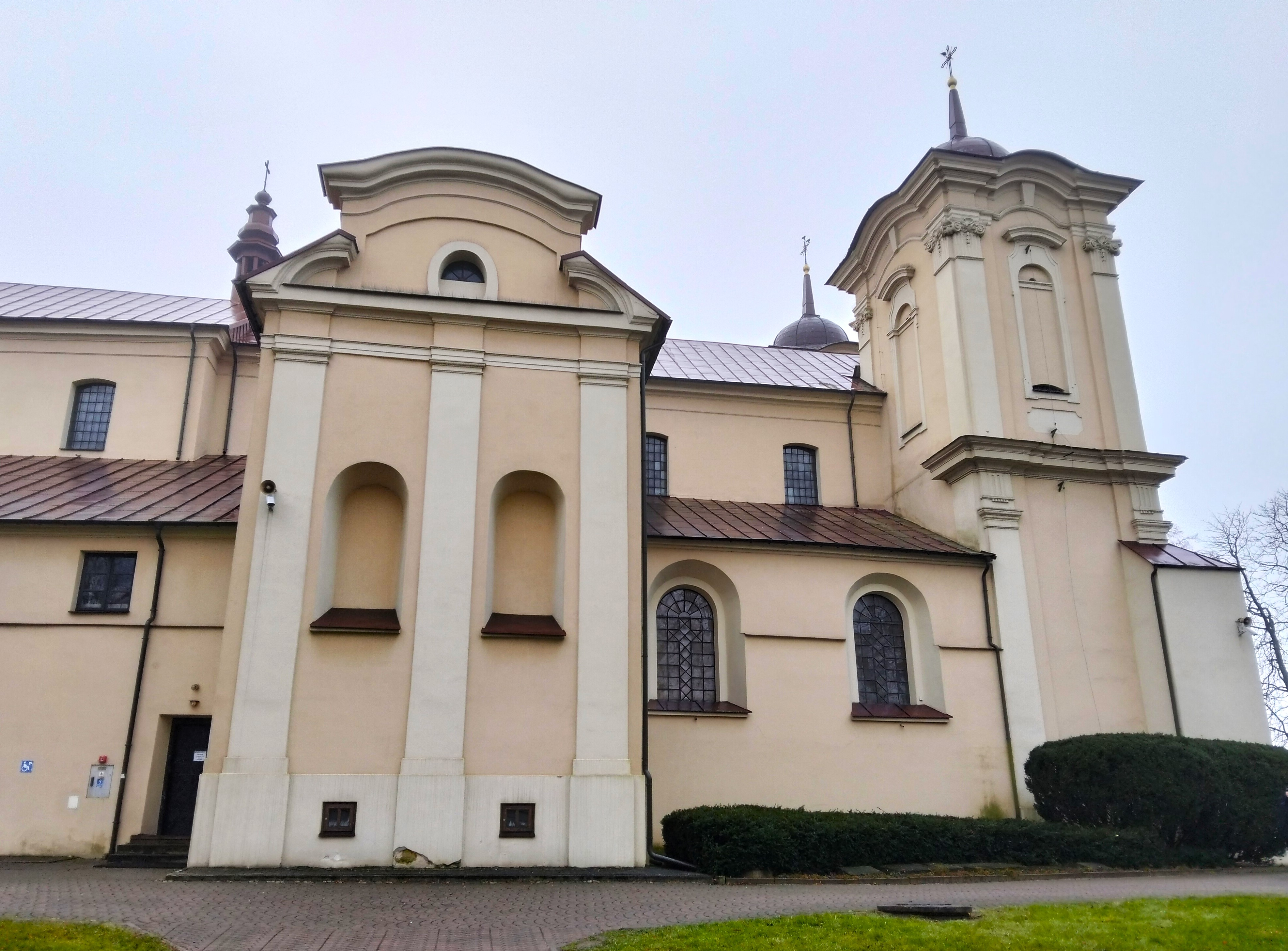
Elewacja północna
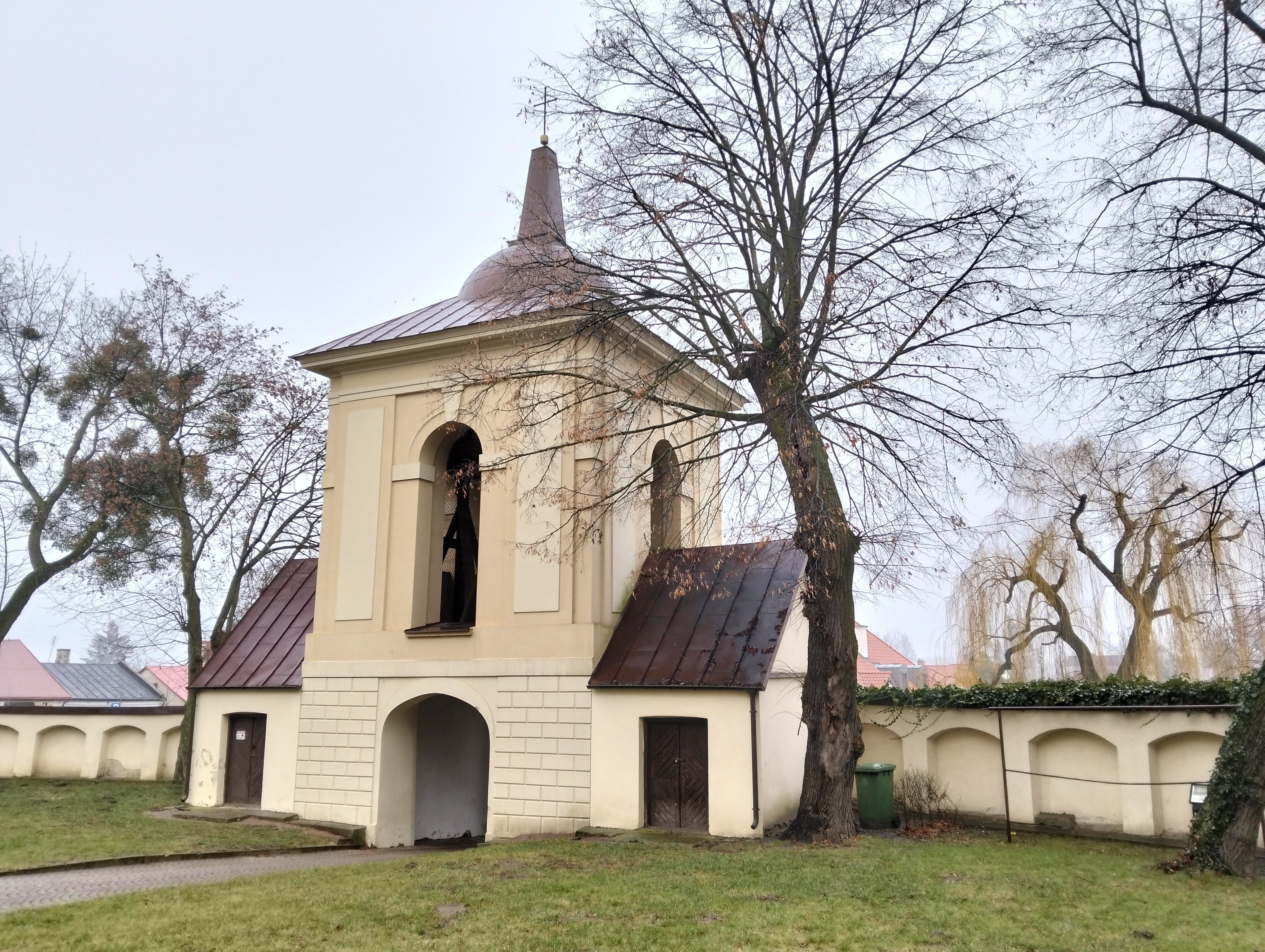
Dzwonnica z bramą